# معركة حلية
معركة حلية إحدى معارك ثورة التحرير الجزائرية وقعت بتاريخ 15 مارس 1956م بالقرب من قرية حلية (ولاية سطيف حاليًا).

## موقع القرية
تقع قرية حلية في الجنوب الشرقي لبلدية بوسلام التابعة لدائرة بوعنداس الواقعة شمال ولاية سطيف، وتتوسط 04 بلديات، يحدها من الشمال كل من قرية أوثروش وإزعبارن، ثاقمة وثيزقين التابعة لبلدية بوسلام، ومن الجنوب قرية ثاوريرت واشيبيون من بلدية ذراع قبيلة، ومن الشرق كل من قرية عونة، وقرية بني عبد الله التابعة لبلدية ثالة إفاسن التابعة دائرة ماوكلان، ومن الجهة الغربية قرية بوزكوط وواد بوسلام، وقرية بني جماتي التابعة لبلدية بني شبانة دائرة بني ورثيلان.
بعد مؤتمر الصومام، أُتبعت قرية حلية إبان الثورة التحريرية إلى قسمة الحر الجنوبي التابعة للناحية الثالثة والتابعة بدورها للمنطقة الأولى التابعة إلى الولاية الثالثة.

## الخلفية
استجاب سكان القرية بقوة لنداء الثورة من خلال تدعيمها ماليا وإمدادها بمختلف الموارد البشرية، وذلك بعد الجولات التي كان يقودها الرائد عميروش عبر قرى ودواوير القبائل الصغرى بداية من شهر أفريل 1955م بأمر من كريم بلقاسم والتي كان الهدف منها توعية ودعوة السكان، خاصة الشباب منهم للالتحاق بصفوف الثورة التحريرية وتدعيمها، وكذلك للوقوف على مختلف المشكلات التي تواجه الثوار ومتابعة عملية تنظيم وهيكلة القسمات والقطاعات والنواحي.
فدعمت صفوف جيش التحرير الوطني بثلاثة عشر مجاهدًا، استشهد منهم ستة أثناء الثورة، واحتوى عددهم اثنتي عشرة مسبلا. قام هؤلاء المسبلون بجمع الأموال والإمدادات لصالح المجاهدين، وقاموا برصد حركات العدو ونقل الرسائل والمعلومات للمجاهدين. كما أعدوا الظروف المناسبة لاستقبال المجاهدين في القرية، على غرار استقبال العديد من قادة المنطقة مثل العقيد عميروش والكومندا سي حميمي وغيرهما. بالتالي، أصبحت هذه المنطقة ممرًا للمقاتلين الوطنيين بين جبال عين الروى وبابور، خراطة، قنزات، حربيل، بني ورثيلان، بني معوش، صدوق، وبوحمزة، ومناطق أخرى، نظرًا لموقعها الاستراتيجي ووجود سوق أسبوعي في القرية على ضفة واد بوسلام يوم الأحد، مما سهل التواصل بين المسبلين والمجاهدين.

## المعركة
في يوم الأربعاء 14 مارس 1956م كان المساعد «يوسفي الحسين» المدعو «مسطاش حسين» في مهمة عسكرية بجبال «مزادة» و«أيت تيزي» عندما تلقى أمرًا من الرائد عميروش الذي كان بقرية «فروخ» عرش «بني جماتي» للانضمام إليه قبل شروق الشمس يوم الخميس. للتوجه عبر واد بوسلام نحو مقر الولاية الثالثة تأهبا لتحضير مؤتمر الصومام حينها كان الرائد عميروش مكلف بالأمن العام والتنسيق بين مختلف المسؤولين فأراد تدعيم المنطقة بجنود ذوي خبرة عالية في ميادين القتال.
ولظروف مجهولة جعلت تحرك «المسطاش» متأخرا ومعه حوالي ثمانون مجاهدا، وعند وصولهم إلى قرية «إغزر لجنان» كانت الشمس قد طلعت فاُكتشف أمرهم من طرف حراس الثكنة العسكرية المتواجدة في أعالي قرية «سمطة»، عندها أطلقت صفارات الإنذار وطلبت الإمدادات من القوات المتواجدة في المناطق المجاورة خاصة القوات الجوية بثكنة «تلاغمة»، فأسرع المجاهدون في سيرهم غير أن القوات الفرنسية أدركتهم في قرية «عونة» بطائرة استطلاعية تقوم بتصويرهم وتحديد اتجاههم فأطلق أحد المجاهدين الرصاص عليها فعادت أدراجها فتفرق جيش التحرير في مختلف الاتجاهات خاصة وأن تضاريس هذه القرية الجبلية تساعد على ذلك... وبعد لحظات قليلة وصلت طائرات الدعم وبدأت قصفها العشوائي على أطراف القرية وضواحيها أملا في القضاء على المجاهدين لكن دون تحقيق أية نتيجة لأن بعض المجاهدين تسللوا عبر الأودية والبعض الآخر وجد له مخابئ مناسبة.
وفي حدود منتصف النهار بدأت القوات الفرنسية بإرساء جنودها على الأرض من أجل تضييق الخناق على الهاربين واسترجاع الأسلحة المسروقة من الثكنة وهو ما سهل المأمورية على جنود جيش التحرير وزادهم قوة وعزيمة وثبات خاصة وأن بحوزتهم أحدث الأسلحة، فبدأت المعركة الحقيقية لتستمر إلى غاية صبيحة يوم الجمعة فشملت القرى المجاورة على غرار قرية «إزعبارن» وقرية «أطروش»، فاستطاع المجاهدون رغم قلة عددهم أن يصمدوا أمام العدو لكون معظمهم شارك في الحرب الهندوصينية فكبدوه خسائرًا أسفرت عن مقتل العشرات من جنود الجيش الفرنسي من بينهم قياديين مقابل استشهاد خمسة (5) مجاهدين فقط، وبذلك برهنوا للرائد عميروش على كفاءتهم.

## الانتقام ومجزرة حلية 16 مارس 1956م
ونتيجة لهذه المعركة وتماشيا مع سياسة «المناطق المحرمة» للوزير المقيم والحاكم العام في الجزائر «روبر لاكوست» لم تجد القوات الفرنسية أية وسيلة لتبرير فشلها واستظهار قوتها وطغيانها إلا بالانتقام من سكان هذه القرية المجاهدة.
فعمدت القوات الفرنسية منذ انطلاق المعركة بإحاطة جميع مخارج القرية إذ تسمح بالدخول إليها في حين لا تسمح لأحد بالخروج منها، وحتى عند نزول الظلام استعملت «السينيال» لتوضيح الرؤية، كما أسرعت في تلك الأمسية لقتل قائد المسبلين فاُستشهد أحدهم وجُرح الآخر ليستشهد في صبيحة الغد متأثرا بجروح بالغة.
وقبل بزوغ شمس صبيحة يوم الجمعة 16 مارس 1956م بدأت عملية المداهمة لكل بيوت القرية دون استثناء فبعد إخراج الرجال والنساء والأطفال وتوجيههم إلى ساحة الاجتماعات في وسط القرية مكان يسمى «ثادارث أوقماط» تُفتش وتُحطم وتُخرب وتُحرق، أما الرجال غير القادرين على المشي (بسبب العجز أو المرض أو الإعاقة) فقُتلوا في بيوتهم وكان عددهم ستة ضحايا والسابع أُستشهد صبيحة الغد متأثرا بجروحه.
وبعد ذلك بدأ بتعذيب كل من له علاقة بالمجاهدين خاصة نساؤهم وأمهاتُهم باستعمال شتى أنواع التعذيب وعلى مرأى الجميع، وبعدها أطلقوا سراح النساء فسارعن ومعهن أبنائهن بالفرار إلى القرى المجاورة.
في حين ساقوا كل الرجال وكان عددهم (43) إلى خارج القرية مكان يسمى«أرزو المولود» واهمين إياهم بإجراء التحقيق معهم، وفي طريقهم إلى الموقع سمع أحد الرجال حديث بين الجنود الفرنسيين بأمر قتلهم فأخبر البقية بحقيقة الأمر، فحاول البعض الهروب ولكن لم ينجح في ذلك إلا رجل واحد بينما قُتل البقية رميا بالرصاص.
وعند وصولهم إلى الموقع بدأت عملية تقتيل الرجال على شكل مجموعات تتكون من شخصين عن طريق الضرب «بالبايونيط» ثم رميا بالرصاص، فجاءهم أمر بضرورة إسراع العملية فحولوا القتل من شخصين إلى أربعة أشخاص رميا بالرصاص، وبعد رحيل جنود الاستعمار عاد أحد «الخونة» يتحدث إليهم باللغة الامازيغية يقول «لقد رحلوا أعداء الله فمن كان حيا فليتحرك لأقدم له المساعدة» ولكن للأسف تحرك أحد المجروحين فأطلق عليه وابلا من الرصاص.
فقُتل في الموقع 31 رجلًا، ونجا من هذه المجزرة 11 شخصا أصيبوا بجروح بالغة التحق مباشرة ثلاثة منهم بالثورة والثوار وهم جرحى.
وبعد تنفيذ المجزرة قصفت قوات المُستعمر الفرنسي القرية، مستعملة حوالي ثمان طائرات، فأحرقوها ودمروها ثم أحاطوها بسياج تتخلله ثلاث نقاط للمراقبة، واستمروا في البحث عن الناجين من المجزرة وملاحقتهم.
أما عن الحصيلة الكلية لشهداء هذه المعركة والمجزرة بمختلف القرى التي شملتها (حلية، أطروش وإزعبارن) فقُدرت بـ (61) شهيد، منهم (45) شهيدا بقرية حلية وحدها (41) منهم أبناء القرية.

## نتائج المجزرة
المجزرة التي وقعت خلال الاستعمار الفرنسي في الجزائر تشهد على مدى بشاعته وانتهاكه للقوانين الدولية والأعراف الإنسانية. تُظهر الأرقام الناتجة عن هذه المجازر الوحشية حجم المأساة والقتلى الذين سقطوا بسببها. إنها جزء من تاريخ معاناة الجزائريين خلال فترة الاستعمار الفرنسي.
- مقتل (61) شخصًا منهم حالة واحدة لاستشهاد ثلاث إخوة و(07) حالات لاستشهاد أخوين، و(04) حالات لاستشهاد أب وابنه.
- مقتل (05) أطفال منهم حالة سنه 12 سنة وأخرى 15 سنة.
- مقتل (06) شيوخ يفوق سنهم الستين عامًا.
- مقتل شخص وهو في فراش المرض.
- مقتل معاق حركيا.
- مقتل (04) ضيوف في القرية.
- سجن وتعذيب شخصين بسبب معرفتهم للعدد التقريبي للقتلى في صفوف القوات الفرنسية بعد إجبارهم على نقل الجثث.
- تعذيب نساء المجاهدين بأبشع الطرق وبمرأى الجميع...
- تركت المجزرة ورائها:
  - 38 أرملة منها حاملين و12 أرملة دون أولاد.
  - 67 يتيما.
  - 10 بيوت ودكانين محروقة عن آخرها.
- تسببت المجزرة في إعاقة بنت عقليا وحركيا بسبب مشاهدتها لكيفية تعذيب وقتل أبيها وجدها وصهرهم وجرح أخيها.
- وفوق كل هذا تركت قرية مهدمة ومسحوقة... وسكانها (الأرامل واليتامى) مشردين...

ونظرا لوحشية الاستدمار الفرنسي في تعامله مع سكان قرية حلية وتزامن المعركة والمجزرة مع التحضير لمؤتمر الصومام 20 أوت 1956م وكذا ارتباطها بانتصار هام حققته الثورة من طرف أحسن المقاتلين بالولاية الثالثة ممن لديهم الخبرة في ميادين القتال... جرت عدة مناقشات بين الحاضرين في مؤتمر الصومام حول بعض القضايا المطروحة في المناطق المختلف وأخذت «معركة ومجزرة حلية» نصيبا وافرا من النقاش على هامش المؤتمر مؤكدين على ضرورة الانتقام لما حدث.

## ذكرى
- أحيت قرية حلية بمنطقة القبائل الصغرى ذكرى الأحداث التاريخية التي وقعت يومي 15 و16 مارس 1956. وأعدت جمعيتي “ثيدوقلا” و”عسلو” برنامجا امتدت أنشطته من 20 إلى 16 مارس 2015.[4]
- «معركة حلية بوسلام» تسمية لإحدى محطات ترامواي سطيف.[5]

## الهوامش
1. ↑  قادتها: حميطوش عيسى المدعو «بونداوي» قائد سياسي عسكري، فاضل حميمي المدعو «سي حميمي» ملازم عسكري، يوسفي حسين المدعو «موسطاش» مساعد، صالحي حسين ضابط سياسي.
2. ↑  قادتها: العقيد محمدي السعيد المدعو «سي ناصر» قائد الولاية، الرائد عميروش أيت حمودة، الرائد ميرة عبد الرحمان، الرائد حماي قاسي، وفي صيف 1957م رُقي عميروش عقيدا وقائدا للولاية.
3. ↑  كان العقيد عميروش أنذاك برتبة رائد ثُم رُقي إلى رتبة عقيد بعد مؤتمر الصومام.
4. ↑  على بعد حوالي 20 كلم شمال شرق القرية
5. ↑  غرب القرية بحوالي 08 كلم.
6. ↑  بين قرية حلية وقرية فروخ.
7. ↑  علما أن «المسطاش» كان مجندًا في صفوف القوات الفرنسية بعد تعرضه لجروح في الحرب الهندوصينية التحق بالثورة في ديسمبر 1955م فارا من ثكنة «العلمة» مع المجاهد«جقال بايزيد» المدعوا «مخلوف الجلفاوي» ومجاهد آخر ومعهم أسلحة حديثة ورشاش من نوع 29.24... وفي رواية أخرى الرواية معه (14) مجاهد (أدلى بها المجاهد جودي أتومي ضابطا في مركز قيادة الولاية الثالثة وعضوا في اللجنة الفرعية المحلية لوقف إطلاق النار، في كتابه: العقيد عميروش- أمام مفترق الطرقأتومي (2008)، ص. 98-102.
).
8. ↑  رغم أن أهل القرية ممن عاشوا الحدث يؤكدون جميعا على أن «المسطاش» أراد تحدي القوات الفرنسية بسيره نهارا... دون أن يدرك عواقب ذلك.
9. ↑  تبعد ستة كيلومترات شرق القرية
10. ↑  على بعد كيلومتر واحد شرق القرية
11. ↑    - أكد كل الشهود من القرية على أن قوات العدو كانت تنقل الموتى والجرحى بواسطة المروحيات طوال اليوم، ومن أجل كتم حجم خسائرها سُجن وعُذب (مسح الذاكرة) من أجبرتهم على نقل الموتى والجرحى إلى المروحيات بسجن «المائدة» بمنطقة خراطة.

  - كما أكد الشهود أيضا على أن مجاهدا واحدا فقط استطاع أن يقضي على كل الجنود النازلين من إحدى الطائرات (المظليين) واحدا تلوى الآخر بينما كان مختبئا في قبر... - يؤكد أحد المجاهدين في المنطقة على بلوغ عدد القتلى في صوف العدو إلى (400) جندي.
12. ↑  فبعد الالتحاق بالثورة بمباشرة عين «الموسطاش حسين» و«مخلوف الجلفاوي» كقادة عسكريين.
13. ↑  منطقة محرومة تعني: محكوم على مداشرها بالسحق وغاباتها بالحرق وسكانها بالفناء والتشرد.
14. ↑  يضاف إلى تلك الأسباب ما سمعته قادة قوات الاحتلال من الخونة «القومية» عن دور هذه القرية في الثورة ووفائها للمجاهدين... لذا دمروها.
15. ↑  فأصبح الليل كالنهار كما صرح به من عايشوا الحدث.
16. ↑  وهو يفهم اللغة الفرنسية
17. ↑  بقي إلى غاية الاستقلال.
18. ↑  أنظر إلى المجلة التي أصدرتها الجمعية الثقافية 20 أوت 1956م لولاية بجاية بعنوان: مؤتمر الصومام 20 أوت 1956م - إفري أوزلاقن، سنة 2016م، ص: 07.

- كما تؤكد بعض الشهادات الحية على أن: العقيد عميروش وعد بأن يجعل قرية حلية لؤلؤة إن عاش حتى للاستقلال.

## قائمة المصادر والمراجع

### فهرس
1. ↑  يعلى فروق (30 يونيو 2023). "معركة ومجزرة حلية 15 و16 مارس 1956م: شاهدة على مجازر الإستدمار الفرنسي في الجزائر". مجلة رؤى للدراسات المعرفية والحضارية. ج. 9 ع. 1: 135–161. مؤرشف من الأصل في 2023-11-01. اطلع عليه بتاريخ 2023-10-27.
2. ↑  Sebbah, Rachid (15/03/2014). "Hélia, commémoration de la bataille et des massacres de mars 1956". lemroudj.blog4ever.com (بالفرنسية). Archived from the original on 27 أكتوبر 2023. Retrieved 2023-10-27. {{استشهاد ويب}}: تحقق من التاريخ في: |تاريخ= (help)
3. 1 2  Sebbah، Rachid (21 mars 2017). "Bataille et massacres de Hélia commémorés à la maison de la culture de Sétif - Sétif Info". setif.info. مؤرشف من الأصل في 27 أكتوبر 2023. اطلع عليه بتاريخ 2023-10-27. {{استشهاد ويب}}: تحقق من التاريخ في: |تاريخ= (مساعدة)
4. ↑  Sebbah, Rachid. "Histoire et évènements historiques". thamourth.e-monsite.com (بالفرنسية). Archived from the original on 2023-10-27. Retrieved 2023-10-27.
5. ↑  "سيترام عامل التنقل". www.setram.dz. مؤرشف من الأصل في 2023-10-27. اطلع عليه بتاريخ 2023-10-27.

### معلومات كاملة للمراجع
- أتومي، جودي؛ أشرشور، موسى (2008). العقيد عميروش أمام مفترق الطرق. بجاية: منشورات ريمة. SBN:9789961977149. مؤرشف من الأصل في 2023-10-27. {{استشهاد بكتاب}}: تأكد من قيمة |sbn=: طول (مساعدة)

## روابط خارجية
- سطيف احياء ذكرى معركة ومجزرة حلية ببلدية بوسلام على يوتيوب
- الذكرى 66 لمعركة ومجزرة حلية بلدية بوسلام. روبورتاج خاص على يوتيوب